# 三浦真一郎
三浦 真一郎（みうら しんいちろう、1946年7月4日 - 2000年11月20日）は、元日本プロ野球セントラル・リーグ審判。

## 略歴
熊本県宇城市（旧・宇土郡不知火町）出身。
日本大学鶴ヶ丘高等学校から日本大学在学中、神宮外苑の草野球場で審判をしていたところをパシフィック・リーグ審判の道仏訓にスカウトされ、1969年セ・リーグ審判部に入局。
1972年に一軍昇格を果たし、1983年の日本シリーズではベテラン審判ぞろいの中にあって当時としては異例の抜擢で日本シリーズ第4戦で球審もつとめた。
1985年8月、一身上の都合により突然引退（そのため袖番号をつけられないという事態になった）。通算試合出場数は17年（一軍実働14年）で1500を超える。オールスターゲーム1回（1981年のみ）、日本シリーズ1回出場。
その後、少年野球や草野球の審判指導を行うかたわら、「プロ野球ウォッチャー」として、テレビや雑誌などで活躍した。著書に『プロ野球 アウトもセーフも胸三寸』『プロ野球 これだけ言ったら気が晴れた』（いずれもKKベストセラーズ）などがあり、審判界およびプロ野球界の裏側を暴露している。
1993年にはチケット売買で530万円を騙し取ったとして詐欺容疑で逮捕されている。
現役時代からの心労および不摂生（酒好きで大食漢でもあった）がたたったのか、胃癌の為2000年11月20日に没した。享年54。

## 人物
大柄な身体と歯切れの良い言葉で、アメリカナイズされたセンス抜群の審判として知られた。厳格を旨とする審判の世界において、遊び心旺盛な審判であり、さまざまなエピソードを残している。
1981年には平光清らとともにいち早く当時あまり普及していなかったインサイドプロテクターを取り入れている。インサイドプロテクターとともに、長いスロートガードがトレードマークだった。
打者が2ストライクとなった時には、派手な見逃し三振のコールをしたくて今か今かと待ち構えている様子がテレビでも放送されていた。打者が空振り三振した時は、弓を射るような独特のポーズが特徴であった。
大変な女好きでもあり、現役中に離婚歴があり、グラウンド内外でよくそのことを野次られていたようであった。

### 交友関係
「巨人・江川卓の恋人」（江川が先発で、三浦が球審の時の江川の勝敗は12勝1敗1S。1983年の日本シリーズ出場時も、当時の富澤宏哉審判部長に球審日の希望を聞かれ、江川先発日にあわせて球審志願したという）、「阪神・掛布雅之の愛人」（掛布が打席に入る前、三浦の身体に触ると、掛布はよく本塁打を連発した）とも呼ばれた。江川のプロ初登板となったイースタン・リーグのロッテ戦（後楽園球場）では、一軍審判員でありながら球審に嫌々かり出されたものの一球見た途端、その球の素晴らしさに度肝を抜いたといい、江川との縁はこの時から始まっているようである。なお、三浦と江川は偶然にも共に横浜市緑区（三浦の住所は晩年では青葉区）に住んでいた。また、大洋の田代富雄も三浦の身体に触れるとよく本塁打を打ったと述懐している。
その他、江夏豊、江本孟紀、大矢明彦、中畑清といったセ・リーグのスター選手と親交が深く、フジテレビの『プロ野球珍プレー・好プレー大賞』や映画『プロ野球を10倍楽しく見る方法』シリーズでもその姿を見られることが多かった。また、川藤幸三、古沢憲司、平田勝男など阪神の選手とも親交が深かった。江藤愼一、江藤省三兄弟とは実家が非常に近く、幼馴染でもあった。
小林毅二元セ・リーグ審判部長とは日大時代の同級生である。セ・リーグには同年代の審判は小林しかいなかったが、あまり仲がよくなかったのか三浦の著書には小林に関する記述はあまり出てこない。
若手の時は平光元副部長の指導を受けることが多く、逆によくかわいがっていた後輩には井野修初代両リーグ統合審判長、鷲谷亘がいる。また先輩審判の松橋慶季とはツーカーの仲で、ゴルフや飲食など公私共に一緒に行動していた。

## 著書
- 大きな声じゃ言えないがプロ野球アウトもセーフも胸三寸―おもしろ野球の主役は審判(オレ)だ（ベストセラーシリーズ・ワニの本）1988年8月1日
- おしゃべり審判の爆笑観戦法 プロ野球これだけ言ったら気が晴れた―俺の判定(ジャッジ)に文句あるかっ! (ベストセラーシリーズ・ワニの本) 1989年4月1日
- オレだけが知っているプロ野球審判だから聞けたヤバーイ話 (LUCKY BOOKS) 1989年9月
- プロ野球 本当のことだけ喋ろうぜ!!―みんな聞き出しちゃった (LUCKY BOOKS)1989年9月[1]
- 審判よ、胸を張れ!! (LUCKY BOOKS) 1990年8月